# Hagelbergs kyrka
Hagelbergs kyrka är en kyrkobyggnad som sedan 2010 tillhör Skultorps församling (2002-2010 Norra Kyrketorps församling och tidigare Hagelbergs församling) i Skara stift. Den ligger i Hagelbergs socken och Skövde kommun. 

## Kyrkobyggnaden
Stenkyrkan är uppförd tidigt på medeltiden. 1730 byggdes kyrkan ut åt öster till sin nuvarande storlek. I sin nuvarande form består kyrkan av långhus med fullbrett, tresidigt kor i öster. Vid långhusets västra kortsida finns huvudingången. Kyrkorummets västra del är avdelad till vapenhus. Bredvid predikstolen finns en sakristia. 
Söder om kyrkan finns en fristående klockstapel av trä som troligen är byggd på 1700-talet, men kan ha medeltida ursprung. Båda kyrkklockorna är från 1700-talet. En av klockorna är daterad 1774.

## Inventarier
- En altartalva i form av en triptyk från omkring 1650. På triptykens ena flygeldörr finns Luther avbildad i kolossalformat med på den andra flygeldörren Paulus. Det gör altartavlan unik i Sverige, för det är den enda med Luthers bild.
- Predikstolen är från slutet av 1600-talet.
- En korbänk är troligen från 1700-talet.
- Dopfunten av björk är från 1700-talet. Tillhörande dopskål är från 1924.
- Orgeln är tillverkad av Smedmans Orgelbyggeri och har sex stämmor och en manual. Orgeln inköptes 1987.

### Webbkällor
- byggnadspresentation Om kyrkan
- byggnadspresentation Om klockstapeln